# 1786
| 1786               |
| ------------------ |
| Dødsfald - Fødsler |
| • Begivenheder     |

| Gregoriansk kalender | 1786 MDCCLXXXVI         |
| Ab urbe condita      | 2539                    |
| Armensk kalender     | 1235 ԹՎ ՌՄԼԵ            |
| Kinesiske kalender   | 4482 – 4483 乙巳 – 丙午 |
| Etiopisk kalender    | 1778 – 1779             |
| Jødisk kalender      | 5546 – 5547             |
| Hindukalendere       |                         |
| - Vikram Samvat      | 1841 – 1842             |
| - Shaka Samvat       | 1708 – 1709             |
| - Kali Yuga          | 4887 – 4888             |
| Iransk kalender      | 1164 – 1165             |
| Islamisk kalender    | 1200 – 1201             |

Konge i Danmark: Christian 7. 1766-1808
Se også 1786 (tal)

## Begivenheder
- 8. august - Mont Blanc, Europas højeste bjerg, bestiges for første gang
- 25. august - Kronprins Frederik (Frederik 6.) nedsætter den store landbokommision, der baner vej for landboreformerne

- Slaveoprør blandt 452 lænkede slaver på skibet Christiansborg.[1]

## Født
- 24. februar – Wilhelm Grimm, indsamler og udgiver af folkeeventyr (død 1859).
- 11. september – Friedrich Kuhlau, tysk-dansk komponist (Elverhøj). (død 1832).
- 17. august – Davy Crockett, amerikansk pelsjæger og politiker (død 1836).
- 25. august - Ludwig 1. af Bayern (død 1868)
- 18. september – Christian 8. dansk konge 1839-1848
- 18. november – Carl Maria von Weber, tysk komponist (død 1826).

## Dødsfald
- 17. august – Frederik den Store af Preussen (født 1712).